# Juan Zapata
Juan Manuel Zapata Zumaque (Chigorodó, 19 maggio 2000) è un calciatore colombiano, centrocampista dell'Atlético Nacional in prestito dall'Envigado.

## Carriera
Zapata è cresciuto nel settore giovanile dell'Envigado, dove ha debuttato l'11 aprile 2019 nell'incontro di Copa Colombia perso 3-1 contro il Deportivo Pereira. Promosso definitivamente in prima squadra la stagione successiva, il 25 ottobre 2020 ha segnato il suo primo gol nell'incontro pareggiato 3-3 contro l'Alianza Petrolera.
Il 30 giugno 2023 è stato ceduto in prestito all'Atlas per tutta la stagione 2023-2024. con i messicani ha giocato 26 partite e segnato 4 reti prima di far rientro in Colombia. Il 6 giugno 2024, sempre in prestito, ha firmato con l'Atlético Nacional.

## Statistiche

### Presenze e reti nei club
Statistiche aggiornate al 7 agosto 2024.
| Stagione        | Squadra           | Campionato      | Campionato | Campionato | Coppe nazionali | Coppe nazionali | Coppe nazionali | Coppe continentali | Coppe continentali | Coppe continentali | Altre coppe | Altre coppe | Altre coppe | Totale | Totale | Totale |
| Stagione        | Squadra           | Comp            | Pres       | Reti       | Comp            | Pres            | Reti            | Comp               | Pres               | Reti               | Comp        | Pres        | Reti        | Pres   | Reti   |        |
| --------------- | ----------------- | --------------- | ---------- | ---------- | --------------- | --------------- | --------------- | ------------------ | ------------------ | ------------------ | ----------- | ----------- | ----------- | ------ | ------ | ------ |
| 2019            | Envigado          | A               | 0          | 0          | CC              | 2               | 0               |                    | -                  | -                  |             | -           | -           | 2      | 0      |        |
| 2020            | Envigado          | A               | 13         | 1          | CC              | 3               | 1               |                    | -                  | -                  |             | -           | -           | 16     | 2      |        |
| 2021            | Envigado          | A               | 26         | 1          | CC              | 0               | 0               |                    | -                  | -                  |             | -           | -           | 26     | 1      |        |
| 2022            | Envigado          | A               | 41         | 4          | CC              | 1               | 0               |                    | -                  | -                  |             | -           | -           | 42     | 4      |        |
| 2023            | Envigado          | A               | 18         | 2          | CC              | 2               | 0               |                    | -                  | -                  |             | -           | -           | 20     | 2      |        |
| 2023-2024       | Atlas             | LMX             | 23         | 4          | CM              | 0               | 0               |                    | -                  | -                  | LC          | 3           | 0           | 26     | 4      |        |
| 2024            | Atlético Nacional | A               | 6          | 0          | CC              | 0               | 0               |                    | -                  | -                  |             | -           | -           | 6      | 0      |        |
| Totale carriera | Totale carriera   | Totale carriera | 127        | 12         |                 | 8               | 1               |                    | -                  | -                  |             | 3           | 0           | 138    | 13     |        |

## Palmarès
- Copa Colombia: 1

Atlético Nacional: 2024
- Campionato colombiano: 1

Atlético Nacional: Clausura 2024
- Súper Liga: 1

Atlético Nacional: 2025